# Marie Lebec
Marie Lebec (Vernon, 17 dicembre 1990) è una politica francese, eletta deputato dell'Assemblea nazionale per la circoscrizione di Yvelines, dapprima esponente dell'Unione per un Movimento Popolare (UMP), quindi dal 2017 di La République En Marche (LREM). Dal 2019 portavoce del partito all'Assemblea nazionale, quindi anche vicepresidente del gruppo parlamentare. È considerata una stretta alleata del presidente Emmanuel Macron.

## Biografia
Marie Lebec è nata nel dicembre 1990 a Vernon, nel dipartimento francese dell'Eure, ha tre fratelli. Ha studiato a Louveciennes, Saint-Germain-en-Laye e Chatou, in scuole cattoliche private, poi in Inghilterra in una scuola pubblica. Si è laureata presso l'Istituto di studi politici di Bordeaux (classe del 2014) in affari pubblici e rappresentanza degli interessi, e presso l'Università di Cardiff in affari europei e internazionali.
Ha iniziato a lavorare ricoprendo un ruolo da lobbista nella società Euralia, da cui va in congedo quando si candida alle elezioni generali del 2017.

## Carriera politica
In parlamento, Lebec è membro del Comitato per gli affari economici. Oltre ai suoi incarichi in commissione, presiede il Gruppo parlamentare di amicizia franco-ivoriano.
Dal 2019, Lebec fa parte della dirigenza del gruppo parlamentare LREM sotto il presidente Gilles Le Gendre. Nel 2020, ha assistito Le Gendre nel coordinamento del sostegno del gruppo parlamentare ai piani di riforma delle pensioni del governo.